# Nam vương Quốc tế 2008
Nam vương Quốc tế 2008 là cuộc thi Nam vương Quốc tế lần thứ ba được tổ chức vào ngày 24 tháng 11 năm 2008 tại Đài Loan. Ngô Tiến Đoàn đến từ Việt Nam đăng quang ngôi vị Nam vương Quốc tế thứ ba.

## Kết quả
| Thứ hạng                  | Thứ hạng | Thứ hạng | Thứ hạng |
| Hạng                      | Thí sinh |          |          |
| ------------------------- | --- | -------- | -------- |
| Mister International 2008 | - Việt Nam — Ngô Tiến Đoàn |          |          |
| Á vương 1                 | - Liban — Mohamad Chamseddine |          |          |
| Á vương 2                 | - Trung Quốc — Zhang Lun Shuo |          |          |
| Á vương 3                 | - Croatia — Mihovil Barun |          |          |
| Á vương 4                 | - Hà Lan — Vincent Cleuren |          |          |
| Top 10                    | - Bỉ — Koen Van de Voorde - Brasil — Marciel Moreno Mendes - Hy Lạp — Dimitris Tsilis - Philippines — Jeff Surio - Venezuela — Marco Antonio Chinea Franco |          |          |
| Top 15                    | - Ấn Độ — Vikas Mehandroo - Đài Loan — Li Chi Hsiang - Hoa Kỳ — Ivan Rusilko - Indonesia — Rocky Pramata - Singapore — Ken Lim                             |          |          |
| Giải thưởng đặc biệt      | |          |          |
| Giải thưởng               | Thí sinh |          |          |
| Mister Photogenic         | - Đài Loan — Li Chi Hsiang |          |          |
| Mister Congeniality       | - Croatia — Mihovil Barun |          |          |
| Mister Spirit             | - Nigeria — Edgar Chidiebere Chima Ononuju |          |          |
| Best National Costume     | - Đài Loan — Li Chi Hsiang |          |          |

## Các thí sinh
30 thí sinh dự thi.
| Quốc gia/vùng lãnh thổ | Thí sinh                          |
| ---------------------- | --------------------------------- |
| Angola                 | Claudio Furtado                   |
| Ấn Độ                  | Vikas Mehandroo                   |
| Bỉ                     | Koen Van de Voorde                |
| Bolivia                | Luis Alberto Martinez Reyes Ortiz |
| Brasil                 | Marciel Moreno Mendes             |
| Croatia                | Mihovil Barun                     |
| Đài Loan               | Li Chi Hsiang                     |
| Hà Lan                 | Vincent Cleuren                   |
| Hàn Quốc               | Park Jung Wan                     |
| Hoa Kỳ                 | Ivan Rusilko                      |
| Honduras               | Cesar Quintanilla                 |
| Hồng Kông              | Yang Jung Hao                     |
| Hy Lạp                 | Dimitris Tsilis                   |
| Indonesia              | Rocky Pramata                     |
| Kyrgyzstan             | Azamat Toktakunov                 |
| Latvia                 | Endijs Gravlejs                   |
| Liban                  | Mohamad Chamseddine               |
| Luxembourg             | Gert De Winne                     |
| Ma Cao                 | Xie Hui                           |
| Malta                  | Andrei Grech                      |
| Nigeria                | Edgar Chidiebere Chima Ononuju    |
| Pakistan               | Ali Asghar                        |
| Pháp                   | Patrick Beck                      |
| Philippines            | Jeff Surio                        |
| Singapore              | Ken Lim                           |
| Slovenia               | Erik Ferfolja                     |
| Sri Lanka              | Dinesh Priyankara de Silva        |
| Trung Quốc             | Zhang Lun Shuo                    |
| Venezuela              | Marco Antonio Chinea Franco       |
| Việt Nam               | Ngô Tiến Đoàn                     |